# 秋田県獣医師会
公益社団法人秋田県獣医師会（あきたけんじゅういしかい 英称 Akita Veterinary Medical Association）は、秋田県知事所管の秋田県の獣医師を会員とする公益法人。

## 本部所在地
〒010-0001 秋田県秋田市中通6-7-9 畜産会館内

## 業務内容
- 獣医師会員の学術技能向上のための研修会・講習会事業等の実施
- 秋田県との動物に関する連携事業
- 疾病している野鳥の保護・救護
- 県内各学校で飼われている動物の飼育指導
- 県内各市町村との連携事業
- 狂犬病の予防接種・防止活動